# Idaea paulusi
Idaea paulusi är en fjärilsart som beskrevs av Louis Beethoven Prout 1936. Idaea paulusi ingår i släktet Idaea och familjen mätare. Inga underarter finns listade i Catalogue of Life.